# Moritz Goltz
Moritz Goltz (auch Moritz Goltze; * um 1495 in Belzig, Kurfürstentum Sachsen; † März 1548 in Frankfurt am Main) war ein deutscher Buchhändler und Verleger während der Reformationszeit.

## Leben

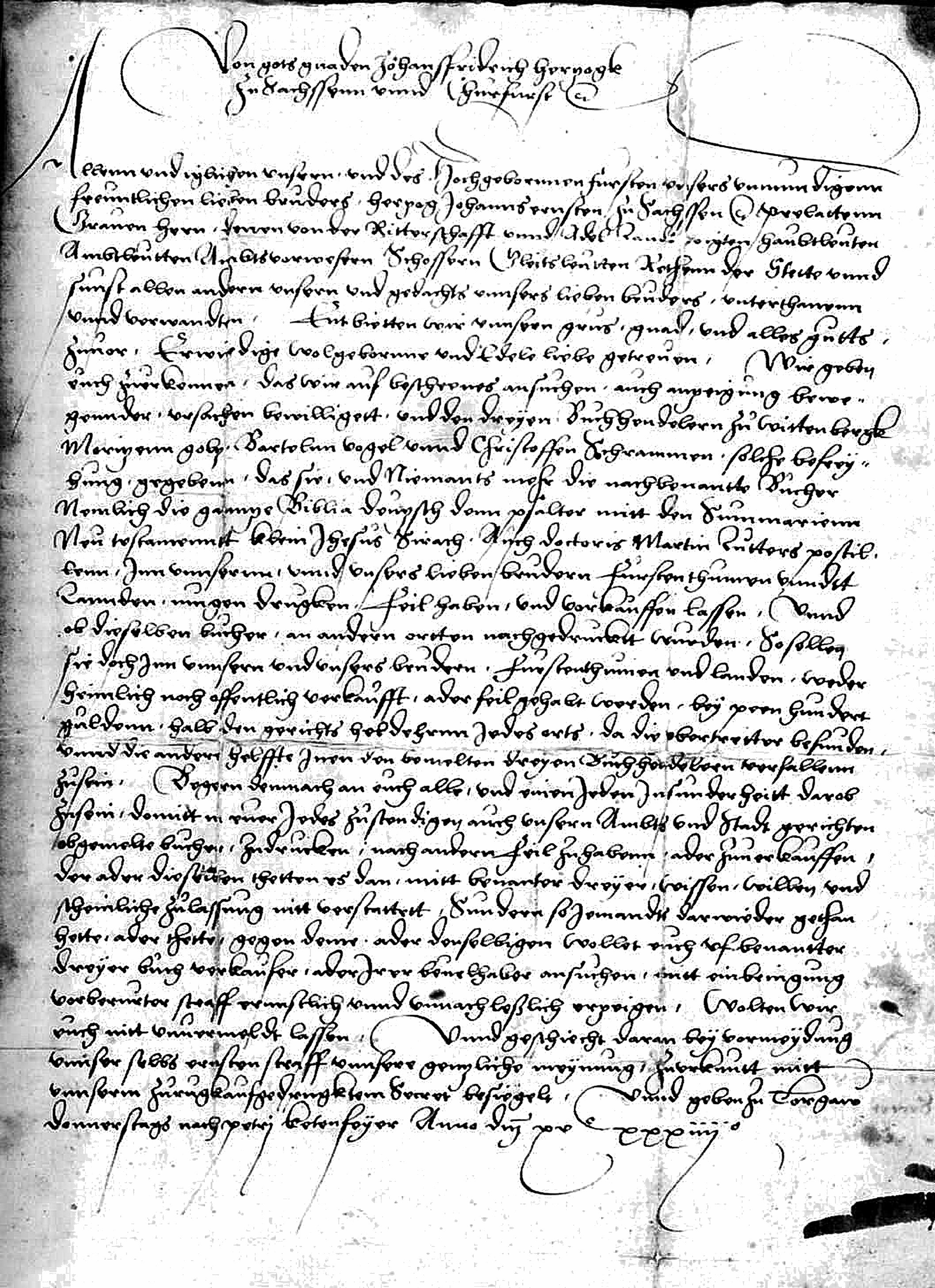
Kursächsisches Privileg von 1534

Goltz ist seit 1527 gemeinsam mit Bartholomäus Vogel als Buchhändler und Verleger in Wittenberg nachweisbar. 1533 wurde er an der dortigen Universität Wittenberg immatrikuliert und begründete mit Christoph Schramm und Vogel eine Verlegergemeinschaft. Diese Gemeinschaft erwarb am 23. Mai 1533 für 800 Gulden das Unternehmen des hoch verschuldeten Christian Döring und konnte am 6. August 1534 vom Kurfürsten Johann Friedrich I. von Sachsen das Privileg erwerben, Martin Luthers Werke zu drucken. Dazu gehörten die von Hans Lufft gedruckte hochdeutsche Ausgabe der Lutherbibel und seit 1539 die 19-bändige Wittenberger Gesamtausgabe von Luthers Werken. Unter anderem gehörten dazu auch Einzelausgaben von Veit Dietrichs Vorlesungen zur Genesis, Hosea und über den Psalm 2, die verlegt wurden.
Goltz begründete in Magdeburg einen eigenen Verlag, der niederdeutsche Bibeln herausbrachte. 1546 übernahm er von Vogel dessen Buchhandlung für 4000 Gulden und war neben Gregor Brück, Vogel, Schramm, sowie Lucas Cranach dem Älteren einer der reichsten Bürger der Stadt. Dies drückte sich unter anderem auch in der Mitgliedschaft im Wittenberger Rat von 1543 aus; außerdem lieh er Luther des Öfteren auch Geld. Als 53-Jähriger verstarb er auf der Frankfurter Buchmesse. Sein Epitaph in der Frankfurter Peterskirche stellt unter anderem auch den Inhalt seines Druckersignets dar, das eine Frauengestalt zeigt, die – als personifizierte Geduld – sich vor einem Kruzifix befindet. Seine Tochter Elisabeth hatte sich mit dem Wittenberger Verleger und späteren Bürgermeister von Wittenberg Konrad Rühel verheiratet.